# Остерија (Болоња)
Остерија (итал. Osteria) је насеље у Италији у округу Болоња, региону Емилија-Ромања.
Према процени из 2011. у насељу је живело 59 становника. Насеље се налази на надморској висини од 32 м.